# Busur
Busur (cyr. Бусур) – wieś w Serbii, w okręgu braniczewskim, w gminie Petrovac na Mlavi. W 2011 roku liczyła 1025 mieszkańców.